# Голасекка
Голасе́кка (итал. Golasecca) — коммуна в Италии, располагается в провинции Варесе области Ломбардия.
Население составляет 2482 человека, плотность населения составляет 355 чел./км². Занимает площадь 7 км². Почтовый индекс — 21010. Телефонный код — 0331.